# Tetrix baoshanensis
Tetrix baoshanensis är en insektsart som beskrevs av Zheng, Z., Z. Wei och B. Liu 1999. Tetrix baoshanensis ingår i släktet Tetrix och familjen torngräshoppor. Inga underarter finns listade i Catalogue of Life.